# Karin Schubert
Karin Johanna Schubert (ur. 26 listopada 1944 w Hamburgu) – niemiecka aktorka i fotomodelka, która w latach 1985–1994 występowała także w produkcjach pornograficznych.

## Życiorys

### Wczesne lata
Urodziła się w Hamburgu. Ukończyła szkołę i otrzymała dyplom w zakresie administracji.

### Kariera
Zadebiutowała w spaghetti westernie Faccia a faccia (1967) z Gianem Marią Volonté. Pozowała jako fotomodelka dla różnych magazynów, w tym „Wochenend” (Niemcy; 1969, 1970), „Playmen” (Włochy; 1970, 1976), „La Nación Revista” (Argentyna; 1972), „Ciné-Revue” (Belgia; 1972, 1975, 1978), „Epoca” (Włochy; 1974) czy „Le Ore” (Włochy; 1984, 1985). Brała udział także w reklamach, w tym włoskiego piwa Peroni z udziałem Ugo Tognazziego.
Zabiegała o pracę w filmie i przeniosła się do Włoch. Sergio Corbucci powierzył jej rolę Zairy w spaghetti westernie Compañeros (1970) u boku Franco Nero, Tomasa Miliana i Jacka Palance. Z kolei Gérard Oury zaangażował ją do roli królowej w komedii Mania wielkości (La folie des grandeurs, 1971) z Louisem de Funèsem i Yvesem Montandem. Była blond kurtyzaną w komedii Satiricosissimo (1970) z Arturo Dominicim (Ofoniusz Tygellinus) i Edwige Fenech (cesarzowa Poppea Sabina).
W dreszczowcu Edwarda Dmytryka Sinobrody (Bluebeard, 1972) zagrała obok takich gwiazd jak Richard Burton, Raquel Welch czy Sybil Danning. Z kolei w dreszczowcu Porwanie (L’attentat, 1972), gdzie pojawiła się jako Sabine, gwiazdami byli: Jean-Louis Trintignant, Michel Piccoli, Jean Seberg, Gian Maria Volonté, Michel Bouquet, Bruno Cremer, Philippe Noiret i Roy Scheider. W tym samym roku wystąpiła wraz z Edwige Fenech we włoskiej komedii erotycznej Ubalda, naga i ciepła (Quel gran pezzo dell’Ubalda tutta nuda e tutta calda).
Potem zaczęła pojawiać się w filmach przygodowych, spaghetti westernie Trzej muszkieterowie Zachodu (Tutti per uno ... botte per tutti, 1973) – adaptacji powieści Aleksandra Dumasa Trzej muszkieterowie, dramacie kryminalnym Lo sgarbo (1975) z Leonardem Mannem oraz dramacie szpiegowskim Missile X – Geheimauftrag Neutronenbombe (1978) u boku Petera Gravesa, Curda Jürgensa i Johna Carradine. Po występie w filmie Czarna Emanuelle (Emanuelle nera, 1975), zwróciła uwagę reżysera Joego D’Amato i zaczęła występować w jego filmach erotycznych, w tym Emanuelle i niewolnice miłości (Emanuelle – perché violenza alle donne?, 1977).
Była żoną Klausa-Petera, przedstawiciela marki Opel, z którym ma syna. Po rozwodzie przyjęła ofertę włoskiego magazynu, by pozować do zdjęć pornograficznych. Pojawia się w czasopismach takich jak „Men” czy „Le Ore”. W 1985, w wieku 41 lat, została gwiazdą europejskiego kina pornograficznego i wzięła udział w swoim pierwszym włoskim filmie hardcore Morbosamente vostra. Ostatnie lata jej kariery w kinie X, miały miejsce głównie we Włoszech, ale także w Niemczech Zachodnich. Jej ekranowymi partnerami byli m.in.: Amber Lynn, Dolly Buster, Tracey Adams, Christoph Clark, John Holmes, Roberto Malone i Rocco Siffredi. W 1994 występowała także na scenie obok Ciccioliny i Moany Pozzi, a później pracowała dla usług telefonicznych – seks przez telefon.
W 1994 w wywiadzie dla „Corriere della Sera” wyjaśniła, że zgodziła się grać w filmach pornograficznych, by pomóc finansowo swojemu synowi uzależnionemu od narkotyków. W październiku 1994 w programie telewizyjnym Il Fatto wyjawiła, że gdy miała jedenaście lat – były wykorzystywane seksualnie przez ojca.
1 września 1994 dokonała pierwszej próby samobójczej poprzez pochłanianie barbituranów i pół butelki alkoholu. Próbowała popełnić samobójstwo, po raz kolejny 20 maja 1996 wdychając gaz, a następnie trafiła do szpitala psychiatrycznego. Ostatecznie zamieszkała w Manzianie, we Włoszech, w regionie Lacjum, w prowincji Rzym, ze swoimi psami. We wrześniu 2015 została wydana książka biograficzna Pornification autorstwa Jean-Luca Marreta, w którym Karin Schubert opowiada o swoim życiu i karierze.

## Filmografia
- 1968: Der Arzt von St. Pauli jako fotomodelka
- 1969: Willst du ewig Jungfrau bleiben? jako Yvonne
- 1970: Kotku, kotku, kocham cię (Pussycat, Pussycat, I Love You)
- 1970: Vamos a matar, compañeros jako Zaira
- 1971: Mania wielkości (La folie des grandeurs) jako La Reine / królowa
- 1972: Sinobrody (Bluebeard) jako Greta
- 1972: Tutti per uno... botte per tutti jako Alice Fergussen
- 1972: Quel gran pezzo dell'Ubalda tutta nuda e tutta calda
- 1972: Porwanie (L'attentat) jako Sabine
- 1973: La punition jako Britt
- 1974: Mój Boże, jak ja nisko upadłam! (Mio Dio, come sono caduta in basso!) jako Evelyn
- 1975: This Time I'll Make You Rich jako Joyce O’Hara
- 1975: Czarna Emanuelle (Emanuelle nera) jako Ann Danieli
- 1977: Missile X – Geheimauftrag Neutronenbombe jako Galina Fiedorowna
- 1977: Emanuelle i niewolnice miłości (Emanuelle – perché violenza alle donne?) jako Cora Norman
- 1984: Hanna D. – La ragazza del Vondel Park jako matka Hanny
- 1986: Panther Squad jako Barbara